# Deilephila macromera
Deilephila macromera är en fjärilsart som beskrevs av Butler 1875. Deilephila macromera ingår i släktet Deilephila och familjen svärmare. Inga underarter finns listade i Catalogue of Life.